# Bibliothèque municipale de Versailles
La bibliothèque municipale de Versailles, qui dispose de 700 000 volumes dont un fonds patrimonial de près de 100 000 volumes imprimés hérités des collections du château de Versailles, est une bibliothèque classée,.
Cette bibliothèque centrale est installée dans les bâtiments de l’ancien hôtel des Affaires étrangères et de la Marine, qui abritait autrefois le ministère des Affaires étrangères de Louis XV.

## Histoire de la bibliothèque
C'est à la demande du duc de Choiseul, alors ministre des Affaires étrangères de Louis XV, que l'architecte Jean-Baptiste Berthier entreprit en 1761 la construction de l'hôtel des Affaires étrangères et de la Marine, actuelle bibliothèque centrale de Versailles. Louis XV souhaitait en effet centraliser ses administrations à proximité immédiate du château et de la Cour. Durant la Révolution française, les ministères des Affaires étrangères et de la Marine furent transférés à Paris. Les documents diplomatiques suivirent en 1792.
La période révolutionnaire avait apporté l'idée du recours aux confiscations à des fins d'instruction du peuple. En 1792, le texte Projet d'instruction pour hâter les établissements de bibliothèques et de musées préconisait la « présentation dans toutes les parties de la République de vastes dépôts de livres, de sculptures, de tableaux et d'objets précieux en tous genres [...], tous également accessibles ».
Occupée d'abord par l'administration du district de Versailles, la Galerie des archives fut attribuée en 1800 à la bibliothèque de l'école centrale de Seine-et-Oise, alors installée au château, qui devint bibliothèque municipale en 1803.
Ce n'est qu'en 1837 que les archives du ministère de la Marine quittèrent à leur tour Versailles pour un dépôt situé à Paris.
L'espace libre qu'elles laissaient dans l'hôtel érigé par Jean-Baptiste Berthier connut aussitôt de nombreux locataires successifs : mont-de-piété (organisme de prêt sur gage), caisse d'épargne, école de dessin, sociétés savantes et archives communales.
Le départ de la Caisse d'épargne et du mont-de-piété dans les années 1880 libéra de nouvelles pièces, permettant ainsi l'établissement d'une réserve pour les manuscrits et les imprimés les plus précieux. La création du musée Lambinet en 1932 contribua à laisser de nouveaux espaces, bien vite remplis de livres. La société des sciences morales fut la dernière à quitter les lieux en 1996, laissant seules entre les murs de l'ancien hôtel des Affaires étrangères et de la Marine la bibliothèque et ses collections.
En 1978, les bibliothèques associatives hébergées dans les maisons de quartier, ainsi que l'Heure Joyeuse, furent transférées sous gestion municipale. Enfin, 2012 vit la création de l'Atelier numérique dans l'ancienne Maison des syndicats.
Quelques points importants :

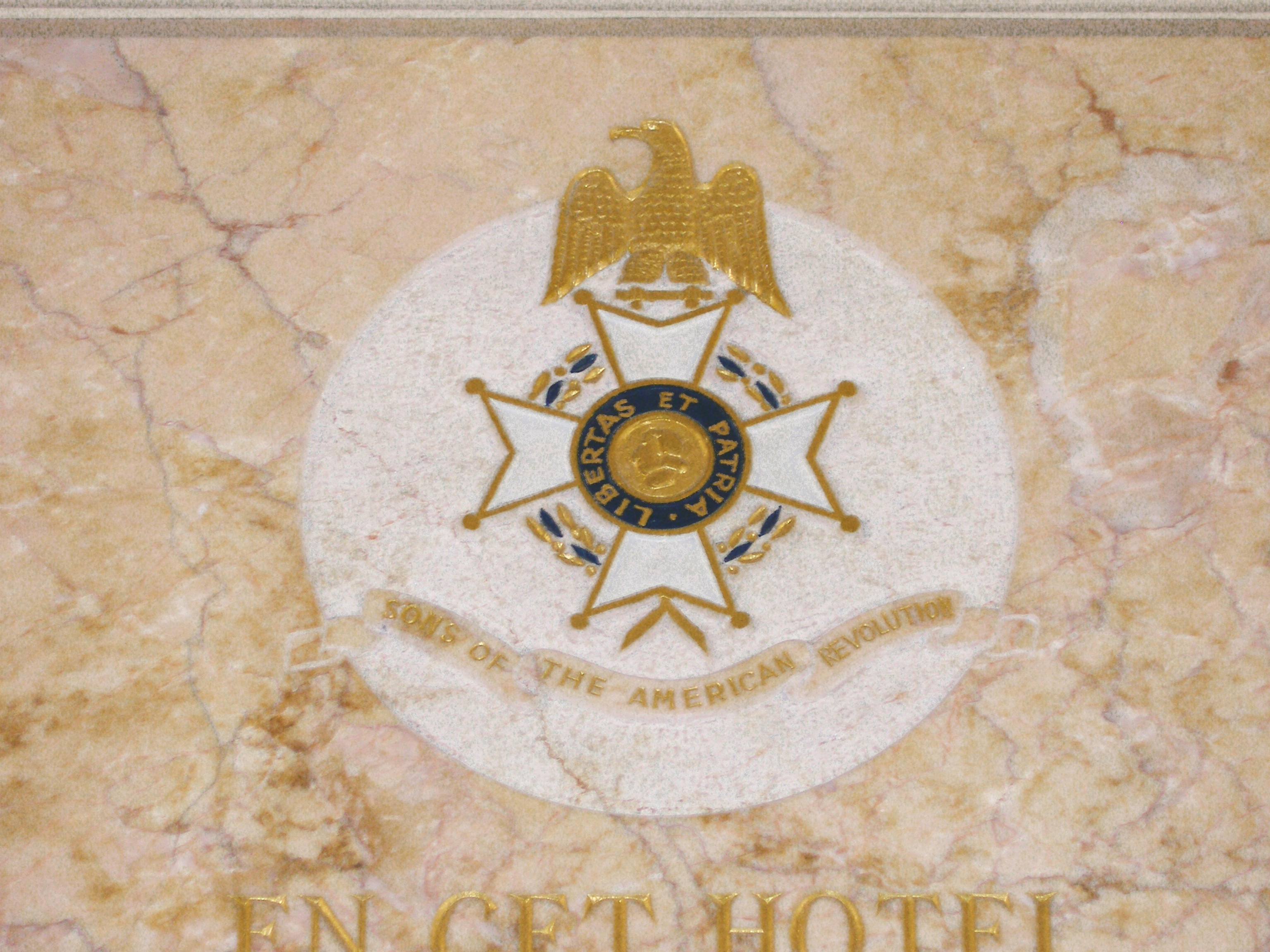
Emblème des Sons of American Revolution.

- Le bâtiment est construit avec des voûtes plates en brique pour permettre d'éviter les incendies[3] : c'était une nouveauté pour l'époque.
- Une galerie a été conçue pour recevoir les diplomates de tout pays[3].
- C'est là que furent négociés les traités qui mirent fin à la guerre d'indépendance des États-Unis en 1783. Une plaque commémorative des Fils de la révolution américaine rappelle le fait dans l'entrée de la bibliothèque[3].
- L'hôtel est classé monument historique par arrêté du 27 février 1929[4].

## Fonds de la bibliothèque
- La bibliothèque possède un fonds de 312 incunables.

## Directeurs et responsables de la bibliothèque

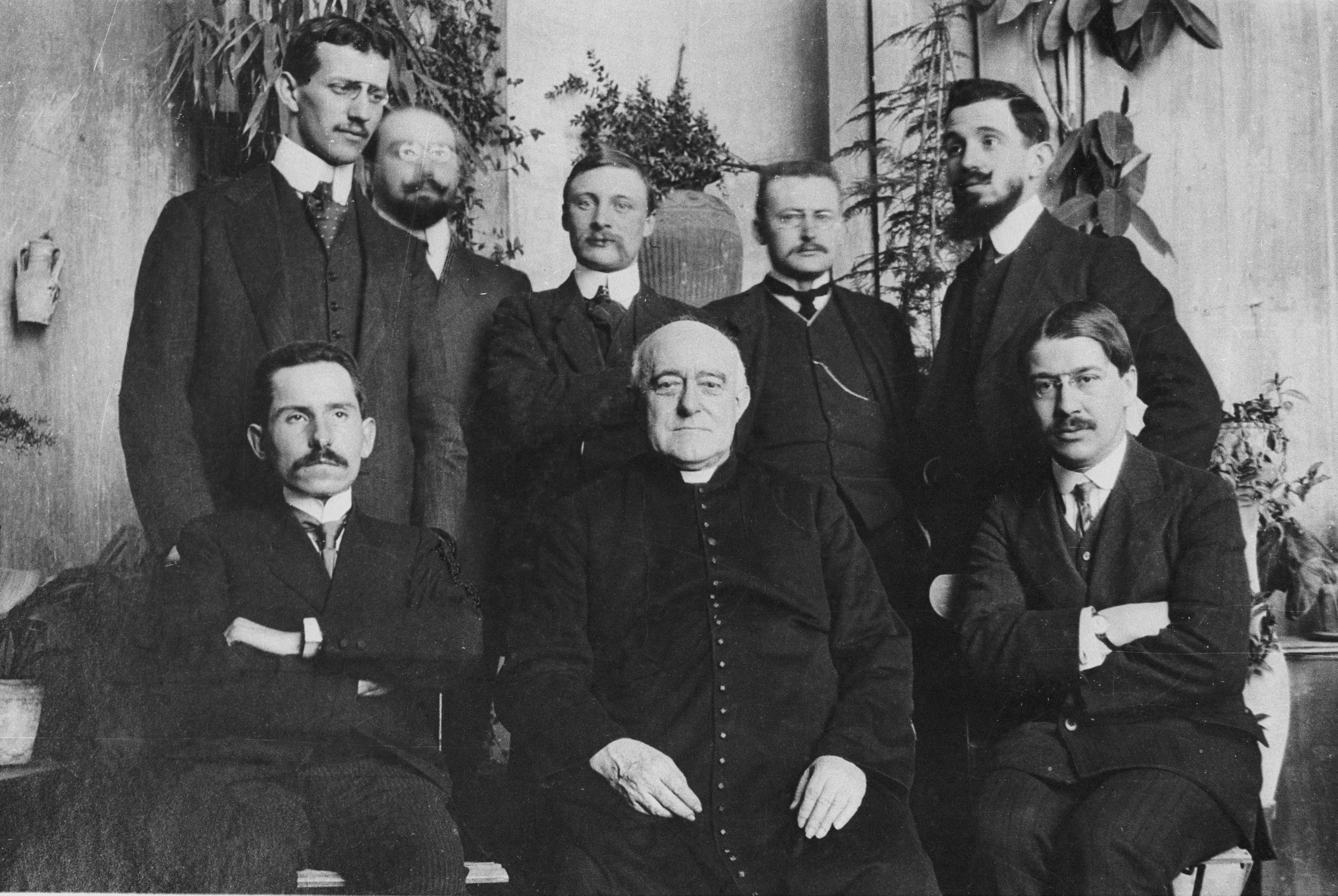
Charles Hirschauer, futur conservateur de la bibliothèque municipale (au milieu du second rang), disciple de Louis Duchesne à l’École française de Rome (promotion 1911-1912). Photographie datée de 1912.

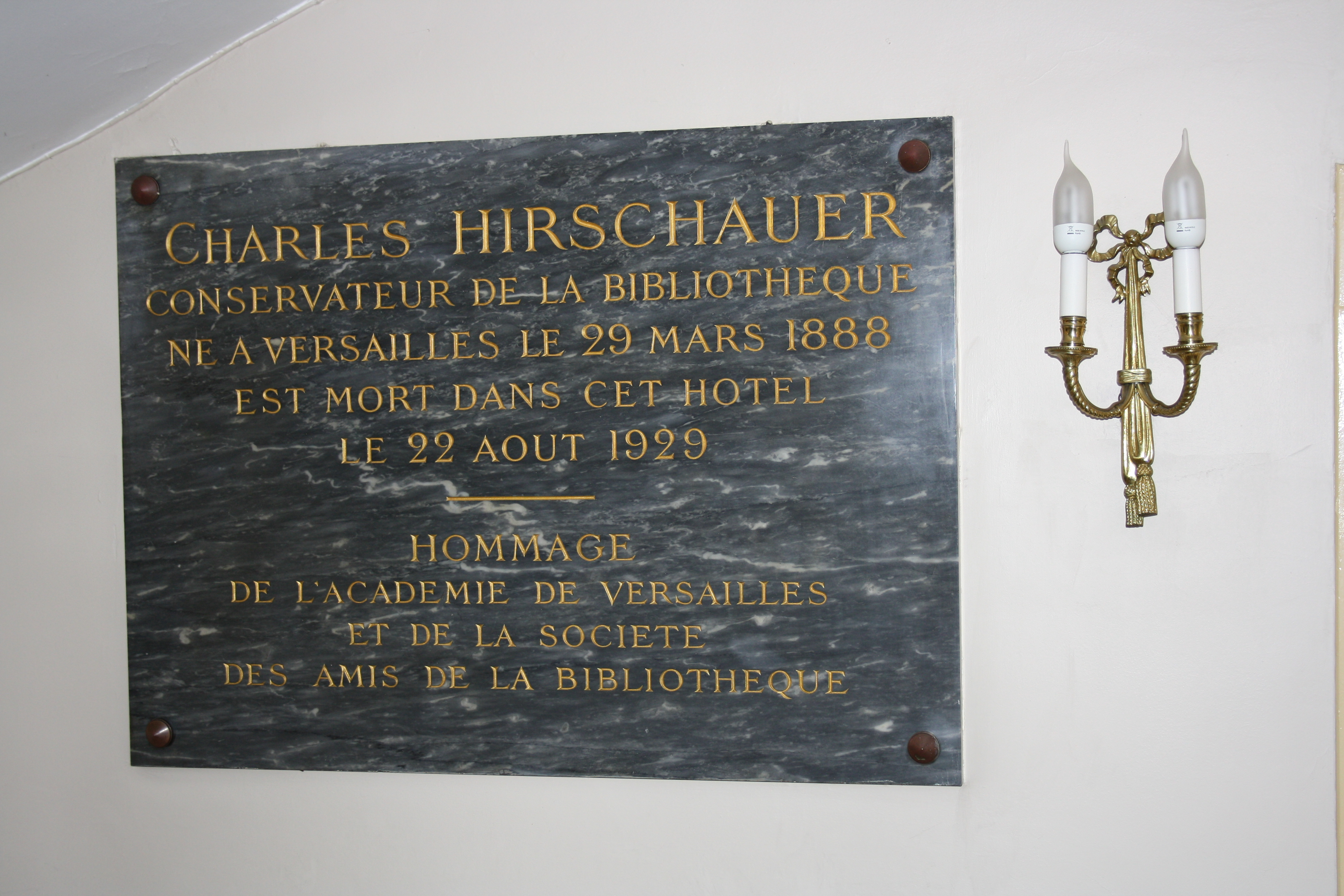
Plaque de marbre gravée en hommage à Charles Hirschauer (1888-1929), nommé en 1913 conservateur de la bibliothèque abritée dans l'ancien hôtel des Affaires étrangères et de la Marine, où il mourut en 1929.

Les directeurs de la bibliothèque municipale de Versailles furent indistinctement désignés sous l'appellation de « bibliothécaire en chef » ou de « conservateur ».
- 1804-1815 : Hippolyte Paillet ;
- 1815-1831 : Jacques-Scévole Cazotte (1764-1853), bibliothécaire de la Ville de Versailles[5] ; sous-bibliothécaire jusqu'en 1818 : David Baillot ;
- 183?-1841 : Henry Simon Le Prince ; sous-bibliothécaire depuis 1820 ;
- 1841-1845 : Jean-Jacques-Nicolas Huot (1790-1845), bibliothécaire de la Ville de Versailles[5],[6] ;
- 1845-1873 : Joseph Adrien Le Roi (1797-1873), conservateur de la bibliothèque de Versailles[5] ;
- 1873-1888/89 : Émile Delerot (1834-1912), directeur de la bibliothèque municipale ; adjoint sous l'autorité de Le Roi depuis 1871[5] ;
- 1888-1911 : Achille Taphanel (1847-1927), conservateur ; conservateur-adjoint depuis 1884[5] ;
- 1911-1912 : Henri Léonardon (1863-1912)[7]; bibliothécaire adjoint depuis 1889[5] ;
- 1913-1929 : Auguste-Charles Hirschauer (1888-1929), conservateur de la bibliothèque de Versailles; conservateur-adjoint sous l'autorité de Léonardon depuis 1912[8],[5]
- 1930-1944 : René-Hippolyte Pichard du Page[9] (1886-1966), conservateur de la bibliothèque municipale de Versailles; conservateur-adjoint depuis 1913[5] ;
- 19?? -1975 : Pierre Breillat[5]
- 1975 - 1982 : Alice Garrigoux
- 1982 - 1998 : Claire Caucheteux (interim de quelques mois de Jean-Louis Lions)
- 1998 - 2011 : Marie-Françoise Rose
- 2011 - 2016 : Sophie Danis
- depuis 2016 : Vincent Haegele (né en 1982), directeur[10]